# Melrose (Tangerine Dream)
Melrose is het studioalbum van Tangerine Dream uit 1990. Het is het enige album in de vermelde samenstelling. Jerome Froese trad begin 1990 tot TD toe, nadat hij eerder al hand-en-spandiensten voor de band had verricht. Jerome trad toe, maar Paul Haslinger besloot na de aansluitend tournee in de Verenigde Staten te gaan wonen en werken en verliet daarop TD in december 1990. TD (in een andere samenstelling) nam het album in 2002 opnieuw op voor de box The Melrose Years, die versie verscheen in 2009 weer los op de markt. Het album is opgenomen in Berlijn en Wenen. In het dankwoord werd Linda Spa, toekomstig lid, genoemd.
Franz Kafka werd geciteerd: "The crows maintain, a single crow could destroy heaven, that is doubtless, but doesn't move heaven, for heaven implies precisely: impossibility of crows".

## Musici
- Edgar Froese, Jerome Froese, Paul Haslinger – synthesizers, elektronica, de Froeses ook gitaar
- Hubert Waldner – saxofoon op Melrose

## Muziek
Allen door Froese, Froese en Haslinger

| Nr. | Titel                  | Duur  |
| --- | ---------------------- | ----- |
| 1.  | Melrose                | 5:44  |
| 2.  | Three bikes in the sky | 5:58  |
| 3.  | Dolls in the shadow    | 5:10  |
| 4.  | Yucatan                | 5:16  |
| 5.  | Electric lion          | 8:13  |
| 6.  | Rolling down Cahuenga  | 6:43  |
| 7.  | Art of vision          | 5:30  |
| 8.  | Desert train           | 10:17 |
| 9.  | Cool at heart          | 6:09  |

CD1: Optical race ·
CD2: Lily on the beach ·
CD3: Melrose